# Micrapion flavocinctum
Micrapion flavocinctum är en stekelart som först beskrevs av Jean-Jacques Kieffer 1905.  Micrapion flavocinctum ingår i släktet Micrapion och familjen Leucospidae. Inga underarter finns listade i Catalogue of Life.